# バクザン省
バクザン省（バクザンしょう、ベトナム語：Tỉnh Bắc Giang / 省北江  発音、「バクジャン」ともいい）は、ベトナムのかつての省（地方自治体）。省都はバクザン市。東北部に位置する。
パイナップルとライチを主とした農業が盛んである。
2025年、バクニン省に統合された。

## 行政区画
1市2市社7県で構成される。
- バクザン市（Bắc Giang / 北江）
- チュー市社（Chũ / 珠）
- ヴィエトイエン市社（Việt Yên / 越安）
- ヒエップホア県（Hiệp Hoà / 洽和）
- ランザン県（Lạng Giang / 諒江）
- ルックナム県（Lục Nam / 陸南）
- ルックガン県（Lục Ngạn / 陸岸）
- ソンドン県（Sơn Động / 山洞）
- タンイエン県（Tân Yên / 新安）
- イエンテー県（Yên Thế / 安世）